# 로리 멧캐프
로리 멧캐프(영어: Laurie Metcalf, 1955년 6월 16일 ~ )는 미국의 배우이다. ABC 시트콤 《로잔느 아줌마》(1988-97로 프라임타임 에미상 코미디 시리즈 부문 여우조연상을 1992년부터 1994년까지 3년 연속 수상하였다. 《레이디 버드》(2017)로 2018년 제90회 아카데미상, 제71회 영국 아카데미 영화상, 제75회 골든 글로브상, 제24회 미국 배우 조합상 여우조연상 후보에 동시에 올랐다. 토니상에 여섯 번 후보로 올라 그중 두 번 수상하였다.

## 출연 작품

### 영화
- 마돈나의 수잔을 찾아서 (1985)
- 아저씨는 못말려 (1989)
- 유혹은 밤 그림자처럼 (1990)
- JFK (1991)
- 스크림 2 (1997)
- 보물성 (2002) - 애니메이션
- 조지아 룰 (2007)
- 레이디 버드 (2017)

### 텔레비전
- 로잔느 아줌마 (1988-97, 2018)
- 솔로몬 가족은 외계인 (1998)
- 프레이저 (2004)
- 탐정 몽크 (2006)
- 위기의 주부들 (2006)
- 드롭아웃 (2022)